# Saint-Barthélemy-d’Agenais
Saint-Barthélemy-d’Agenais ist eine französische Gemeinde mit 530 Einwohnern (Stand: 1. Januar 2022) im Département Lot-et-Garonne in der Region Nouvelle-Aquitaine. Sie gehört zum Arrondissement Marmande und zum Kanton Les Coteaux de Guyenne. Die Einwohner werden Barthéleméens genannt.

## Geographie
Saint-Barthélemy-d’Agenais liegt rund 15 Kilometer ostnordöstlich von Marmande. Nachbargemeinden von Saint-Barthélemy-d’Agenais sind Montignac-Toupinerie im Norden, Armillac im Nordosten, Laperche im Osten und Nordosten, Tourtrès im Osten und Südosten, Labretonie im Süden, Agmé im Südwesten sowie Puymiclan im Westen.

## Bevölkerungsentwicklung
| Jahr                       | 1962 | 1968 | 1975 | 1982 | 1990 | 1999 | 2006 | 2018 |
| Einwohner                  | 636  | 641  | 597  | 535  | 517  | 491  | 501  | 523  |
| Quellen: Cassini und INSEE |      |      |      |      |      |      |      |      |